# Aréna

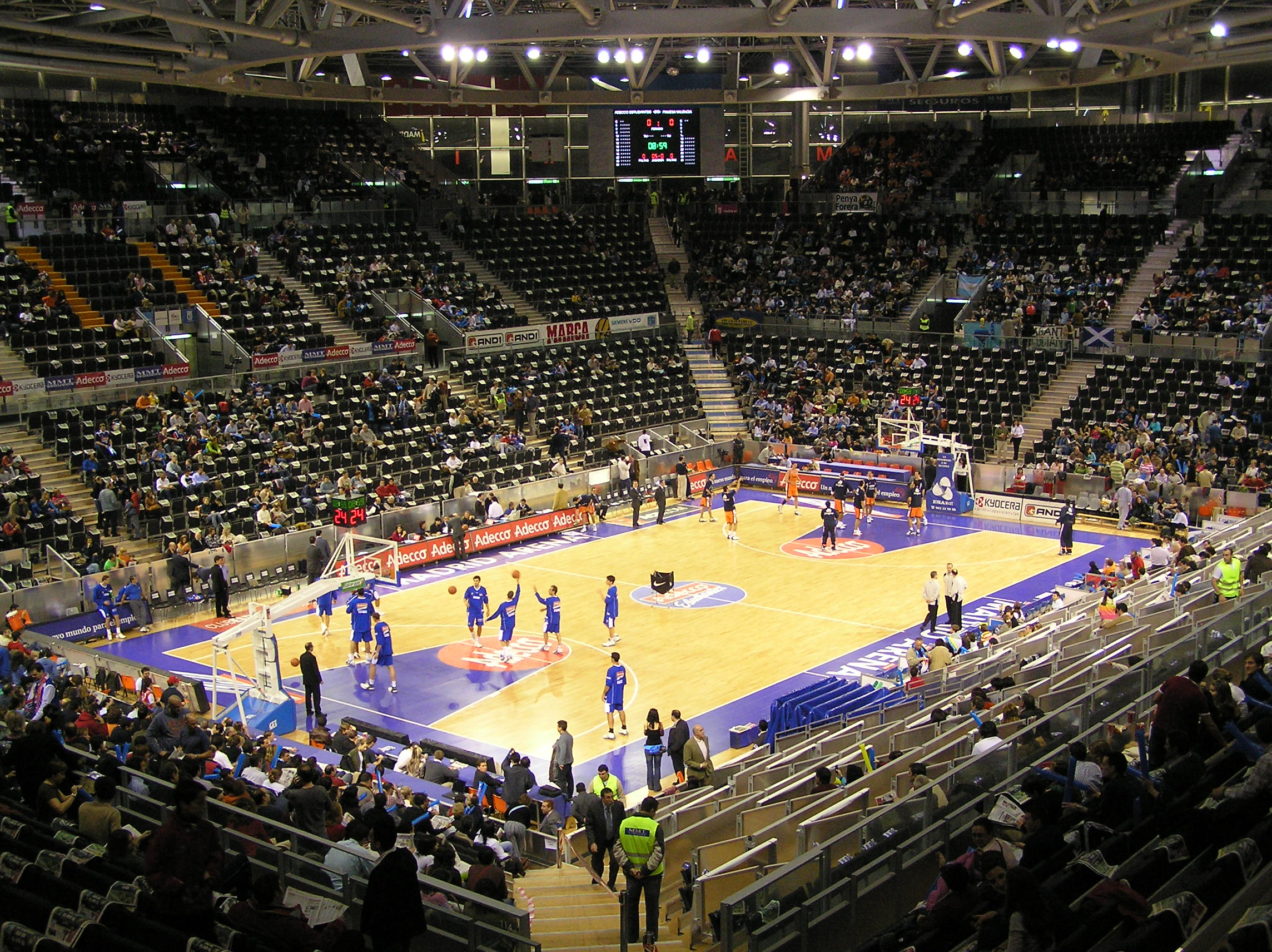
Madrid Arena

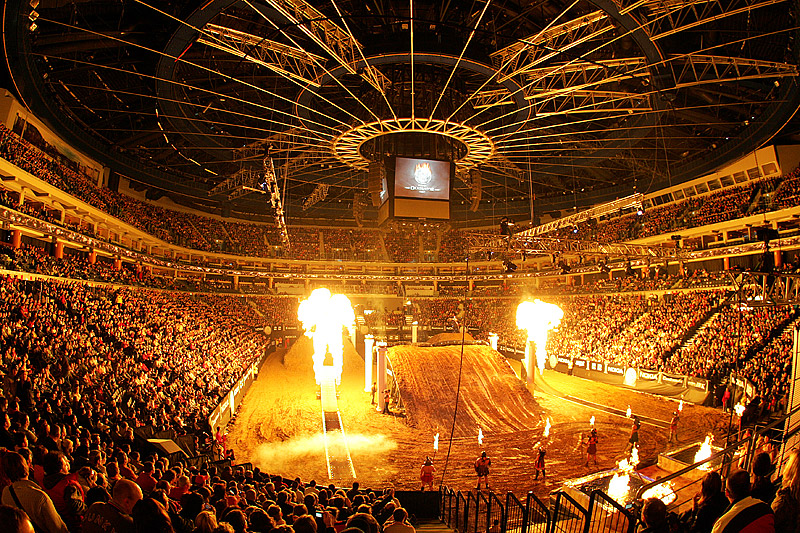
O_{2} arena v Praze

Aréna je velký po obvodu uzavřený prostor, obvykle kruhového nebo oválného tvaru, určený pro sledování divadelních, hudebních nebo sportovních představení. Uprostřed arény je dostatečné velké prostranství, na kterém se odehrává sledovaný děj. Toto prostranství je vždy nejnižším bodem hlavního prostoru arény. Okolo jsou místa pro diváky. Mají k dispozici místa k stání nebo sezení a díky sklonu hlediště k jevišti, mají velmi dobrý výhled na děj představení či utkání.
Výraz aréna je používán i pro kryté stadiony.
Latinské slovo harena znamená písek, který byl nejčastěji používaným povrchem při zápase gladiátorů, protože dobře sál krev.